# Sabin (eenheid)
De sabin is de eenheid voor geluidsabsorptie. Eén vierkante meter van 100 procent absorberend materiaal heeft de waarde van 1 sabin. Deze natuurkundige eenheid is genoemd naar de Amerikaanse natuurkundige Wallace Clement Sabine (1868-1919).
Het equivalente absorptieoppervlak van een ruimte met deeloppervlakken Si kan worden berekend als:
A = S1 α1 + S2 α2 + ... + Sn αn = Σ Si αi
met daarin
A = equivalente absorptieoppervlak van een ruimte (m2 sabin)
Sn = oppervlakte van deeloppervlak (m2)
αn = absorptiecoëfficiënt van het deeloppervlak (sabin)